# Omloop Het Nieuwsblad 2025
Omloop Het Nieuwsblad 2025 – 80. edycja wyścigu kolarskiego Omloop Het Nieuwsblad, która odbyła się 1 marca 2025 na liczącej 197 kilometrów trasie z Gandawy do miejscowości Ninove. Impreza kategorii 1.UWT była częścią UCI World Tour 2025.

## Uczestnicy

### Drużyny
| WorldTeams (18)- EF Education-EasyPost - Bahrain-Victorious - Red Bull-BORA-hansgrohe - XDS Astana Team - Cofidis - UAE Team Emirates XRG - Lidl-Trek - Soudal Quick-Step - Arkéa-B&B Hotels - Team Visma \| Lease a Bike - Decathlon AG2R La Mondiale Team - Movistar Team - Groupama-FDJ - Team Picnic-PostNL - Alpecin-Deceuninck - Ineos Grenadiers - Intermarché-Wanty - Team Jayco AlUla ProTeams (7)- Lotto - Q36.5 Pro Cycling Team - Team Flanders-Baloise - Israel-Premier Tech - Uno-X Mobility - Tudor Pro Cycling Team - Unibet Tietema Rockets |
| |

### Lista startowa
| Red Bull-Bora-Hansgrohe RBH                          | Red Bull-Bora-Hansgrohe RBH | Red Bull-Bora-Hansgrohe RBH |
| ---------------------------------------------------- | --------------------------- | --------------------------- |
| Nr                                                   | Kolarz                      | Miejsce                     |
| 1                                                    | Jan Tratnik (SLO)           | 59.                         |
| 2                                                    | Roger Adrià (ESP)           | 23.                         |
| 3                                                    | Ryan Mullen (IRL)           | DNF                         |
| 4                                                    | Oier Lazkano (ESP)          | 126.                        |
| 5                                                    | Jordi Meeus (BEL)           | DNF                         |
| 6                                                    | Mick van Dijke (NED)        | 26.                         |
| 7                                                    | Tim van Dijke (NED)         | 15.                         |
| Dyrektor sportowy : Roger Hammond, Heinrich Haussler |                             |                             |

| Team Visma \| Lease a Bike TVL                        | Team Visma \| Lease a Bike TVL | Team Visma \| Lease a Bike TVL |
| ----------------------------------------------------- | ------------------------------ | ------------------------------ |
| Nr                                                    | Kolarz                         | Miejsce                        |
| 11                                                    | Wout van Aert (BEL)            | 11.                            |
| 12                                                    | Edoardo Affini (ITA)           | 151.                           |
| 13                                                    | Tiesj Benoot (BEL)             | 44.                            |
| 14                                                    | Matthew Brennan (GBR)          | 69.                            |
| 15                                                    | Victor Campenaerts (BEL)       | 132.                           |
| 16                                                    | Per Strand Hagenes (NOR)       | 124.                           |
| 17                                                    | Matteo Jorgenson (USA)         | 52.                            |
| Dyrektor sportowy : Arthur Van Dongen, Richard Plugge |                                |                                |

| Alpecin-Deceuninck ADC                                    | Alpecin-Deceuninck ADC  | Alpecin-Deceuninck ADC |
| --------------------------------------------------------- | ----------------------- | ---------------------- |
| Nr                                                        | Kolarz                  | Miejsce                |
| 21                                                        | Jasper Philipsen (BEL)  | 3.                     |
| 22                                                        | Silvan Dillier (SUI)    | 103.                   |
| 23                                                        | Robbe Ghys (BEL)        | 134.                   |
| 24                                                        | Kaden Groves (AUS)      | 65.                    |
| 25                                                        | Xandro Meurisse (BEL)   | 63.                    |
| 26                                                        | Oscar Riesebeek (NED)   | 125.                   |
| 27                                                        | Gianni Vermeersch (BEL) | 49.                    |
| Dyrektor sportowy : Christoph Roodhooft, Frederik Willems |                         |                        |

| Intermarché-Wanty IWA                            | Intermarché-Wanty IWA           | Intermarché-Wanty IWA |
| ------------------------------------------------ | ------------------------------- | --------------------- |
| Nr                                               | Kolarz                          | Miejsce               |
| 31                                               | Arne Marit (BEL)                | 66.                   |
| 32                                               | Vito Braet (BEL)                | 34.                   |
| 33                                               | Luca Van Boven (BEL)            | 54.                   |
| 34                                               | Adrien Petit (FRA)              | DNF                   |
| 35                                               | Laurenz Rex (BEL)               | 30.                   |
| 36                                               | Jonas Rutsch (GER)              | 41.                   |
| 37                                               | Roel van Sintmaartensdijk (NED) | DNF                   |
| Dyrektor sportowy : Dimitri Claeys, Aike Visbeek |                                 |                       |

| Soudal Quick-Step SOQ                            | Soudal Quick-Step SOQ   | Soudal Quick-Step SOQ |
| ------------------------------------------------ | ----------------------- | --------------------- |
| Nr                                               | Kolarz                  | Miejsce               |
| 41                                               | Yves Lampaert (BEL)     | 51.                   |
| 42                                               | Pepijn Reinderink (NED) | 109.                  |
| 43                                               | Pascal Eenkhoorn (NED)  | 57.                   |
| 44                                               | Gil Gelders (BEL)       | 114.                  |
| 45                                               | Paul Magnier (FRA)      | 2.                    |
| 46                                               | Casper Pedersen (DEN)   | 35.                   |
| 47                                               | Dries Van Gestel (BEL)  | 64.                   |
| Dyrektor sportowy : Iljo Keisse, Geert Van Bondt |                         |                       |

| Arkéa-B&B Hotels ARK                                  | Arkéa-B&B Hotels ARK   | Arkéa-B&B Hotels ARK |
| ----------------------------------------------------- | ---------------------- | -------------------- |
| Nr                                                    | Kolarz                 | Miejsce              |
| 51                                                    | Jenthe Biermans (BEL)  | 29.                  |
| 52                                                    | Amaury Capiot (BEL)    | 21.                  |
| 53                                                    | Donavan Grondin (FRA)  | DNF                  |
| 54                                                    | Giosuè Epis (ITA)      | 97.                  |
| 55                                                    | Miles Scotson (AUS)    | 143.                 |
| 56                                                    | Florian Sénéchal (FRA) | 108.                 |
| 57                                                    | Pierre Thierry (FRA)   | 83.                  |
| Dyrektor sportowy : Sébastien Hinault, Mickael Leveau |                        |                      |

| Bahrain Victorious TBV                                                 | Bahrain Victorious TBV | Bahrain Victorious TBV |
| ---------------------------------------------------------------------- | ---------------------- | ---------------------- |
| Nr                                                                     | Kolarz                 | Miejsce                |
| 61                                                                     | Matej Mohorič (SLO)    | 150.                   |
| 62                                                                     | Roman Ermakov (RUS)    | 87.                    |
| 63                                                                     | Matevž Govekar (SLO)   | 152.                   |
| 64                                                                     | Kamil Gradek (POL)     | 113.                   |
| 65                                                                     | Andrea Pasqualon (ITA) | 74.                    |
| 66                                                                     | Robert Stannard (AUS)  | 102.                   |
| 67                                                                     | Fred Wright (GBR)      | 39.                    |
| Dyrektor sportowy : Aart Vierhouten, Michał Gołaś, Vladimir Miholjević |                        |                        |

| Cofidis COF                          | Cofidis COF          | Cofidis COF |
| ------------------------------------ | -------------------- | ----------- |
| Nr                                   | Kolarz               | Miejsce     |
| 71                                   | Dylan Teuns (BEL)    | 45.         |
| 72                                   | Piet Allegaert (BEL) | 7.          |
| 73                                   | Bryan Coquard (FRA)  | 136.        |
| 74                                   | Aimé De Gendt (BEL)  | 127.        |
| 75                                   | Alexis Renard (FRA)  | 14.         |
| 76                                   | Ludovic Robeet (BEL) | 149.        |
| 77                                   | Nolann Mahoudo (FRA) | 139.        |
| Dyrektor sportowy : Thierry Marichal |                      |             |

| Decathlon-AG2R La Mondiale DAT               | Decathlon-AG2R La Mondiale DAT | Decathlon-AG2R La Mondiale DAT |
| -------------------------------------------- | ------------------------------ | ------------------------------ |
| Nr                                           | Kolarz                         | Miejsce                        |
| 81                                           | Oliver Naesen (BEL)            | 22.                            |
| 82                                           | Stefan Bissegger (SUI)         | 25.                            |
| 83                                           | Dries De Bondt (BEL)           | 77.                            |
| 84                                           | Rasmus Søjberg Pedersen (DEN)  | 13.                            |
| 85                                           | Stan Dewulf (BEL)              | 33.                            |
| 86                                           | Tord Gudmestad (NOR)           | 123.                           |
| 87                                           | Gianluca Pollefliet (BEL)      | 146.                           |
| Dyrektor sportowy : Julien Jurdie, Luke Rowe |                                |                                |

| EF Education-EasyPost EFE                        | EF Education-EasyPost EFE   | EF Education-EasyPost EFE |
| ------------------------------------------------ | --------------------------- | ------------------------- |
| Nr                                               | Kolarz                      | Miejsce                   |
| 91                                               | Kasper Asgreen (DEN)        | 40.                       |
| 92                                               | Vincenzo Albanese (ITA)     | 8.                        |
| 93                                               | Owain Doull (GBR)           | 92.                       |
| 94                                               | Mikkel Frølich Honoré (DEN) | 62.                       |
| 95                                               | Madis Mihkels (EST)         | DNF                       |
| 96                                               | Marijn van den Berg (NED)   | 9.                        |
| 97                                               | Michael Valgren (DEN)       | 130.                      |
| Dyrektor sportowy : Ken Vanmarcke, Andreas Klier |                             |                           |

| Groupama-FDJ GFC                                  | Groupama-FDJ GFC            | Groupama-FDJ GFC |
| ------------------------------------------------- | --------------------------- | ---------------- |
| Nr                                                | Kolarz                      | Miejsce          |
| 101                                               | Stefan Küng (SUI)           | 32.              |
| 102                                               | Lewis Askey (GBR)           | 10.              |
| 103                                               | Sven Erik Bystrøm (NOR)     | 75.              |
| 104                                               | Kevin Geniets (LUX) (szosa) | 37.              |
| 105                                               | Johan Jacobs (SUI)          | 141.             |
| 106                                               | Olivier Le Gac (FRA)        | 107.             |
| 107                                               | Clément Russo (FRA)         | 104.             |
| Dyrektor sportowy : Frédéric Guesdon, Marc Madiot |                             |                  |

| Ineos Grenadiers IGD                              | Ineos Grenadiers IGD | Ineos Grenadiers IGD |
| ------------------------------------------------- | -------------------- | -------------------- |
| Nr                                                | Kolarz               | Miejsce              |
| 111                                               | Bob Jungels (LUX)    | 119.                 |
| 112                                               | Kim Heiduk (GER)     | 116.                 |
| 113                                               | Artem Shmidt (USA)   | 98.                  |
| 114                                               | Connor Swift (GBR)   | 118.                 |
| 115                                               | Joshua Tarling (GBR) | 47.                  |
| 116                                               | Ben Turner (GBR)     | 121.                 |
| 117                                               | Samuel Watson (GBR)  | 5.                   |
| Dyrektor sportowy : Ian Stannard, Christian Knees |                      |                      |

| Lidl-Trek LTK                                   | Lidl-Trek LTK             | Lidl-Trek LTK |
| ----------------------------------------------- | ------------------------- | ------------- |
| Nr                                              | Kolarz                    | Miejsce       |
| 121                                             | Jasper Stuyven (BEL)      | 48.           |
| 122                                             | Tim Declercq (BEL)        | 95.           |
| 123                                             | Daan Hoole (NED)          | 106.          |
| 124                                             | Edward Theuns (BEL)       | 122.          |
| 125                                             | Toms Skujiņš (LAT)        | 31.           |
| 126                                             | Mathias Vacek (CZE)       | 16.           |
| 127                                             | Tim Torn Teutenberg (GER) | 147.          |
| Dyrektor sportowy : Michael Schär, Grégory Rast |                           |               |

| Movistar Team MOV                    | Movistar Team MOV         | Movistar Team MOV |
| ------------------------------------ | ------------------------- | ----------------- |
| Nr                                   | Kolarz                    | Miejsce           |
| 131                                  | Iván García Cortina (ESP) | 81.               |
| 132                                  | Orluis Aular (VEN)        | 111.              |
| 133                                  | Jon Barrenetxea (ESP)     | 82.               |
| 134                                  | Davide Cimolai (ITA)      | DNF               |
| 135                                  | Lorenzo Milesi (ITA)      | DNF               |
| 136                                  | Manlio Moro (ITA)         | 155.              |
| 137                                  | Mathias Norsgaard (DEN)   | 138.              |
| Dyrektor sportowy : Jürgen Roelandts |                           |                   |

| Team Jayco AlUla JAY                               | Team Jayco AlUla JAY   | Team Jayco AlUla JAY |
| -------------------------------------------------- | ---------------------- | -------------------- |
| Nr                                                 | Kolarz                 | Miejsce              |
| 141                                                | Robert Donaldson (GBR) | 89.                  |
| 142                                                | Anders Foldager (DEN)  | 90.                  |
| 143                                                | Jelte Krijnsen (NED)   | 73.                  |
| 144                                                | Kelland O’Brien (AUS)  | 80.                  |
| 145                                                | Elmar Reinders (NED)   | 27.                  |
| 146                                                | Campbell Stewart (NZL) | 153.                 |
| 147                                                | Jasha Sütterlin (GER)  | 154.                 |
| Dyrektor sportowy : Mathew Hayman, Tristan Hoffman |                        |                      |

| Team Picnic-PostNL TPP                        | Team Picnic-PostNL TPP    | Team Picnic-PostNL TPP |
| --------------------------------------------- | ------------------------- | ---------------------- |
| Nr                                            | Kolarz                    | Miejsce                |
| 151                                           | John Degenkolb (GER)      | 104.                   |
| 152                                           | Alexander Edmondson (AUS) | DNS                    |
| 153                                           | Sean Flynn (GBR)          | 76.                    |
| 154                                           | Enzo Leijnse (NED)        | 61.                    |
| 155                                           | Tim Naberman (NED)        | DNF                    |
| 156                                           | Patrick Eddy (AUS)        | DNF                    |
| 157                                           | Julius van den Berg (NED) | 60.                    |
| Dyrektor sportowy : Pim Ligthart, Rudie Kemna |                           |                        |

| UAE Team Emirates XRG UAD         | UAE Team Emirates XRG UAD      | UAE Team Emirates XRG UAD |
| --------------------------------- | ------------------------------ | ------------------------- |
| Nr                                | Kolarz                         | Miejsce                   |
| 161                               | Nils Politt (GER)              | 50.                       |
| 162                               | Mikkel Bjerg (DEN)             | 70.                       |
| 163                               | Rune Herregodts (BEL)          | 100.                      |
| 164                               | Jhonatan Narváez (ECU) (szosa) | 43.                       |
| 165                               | António Morgado (POR)          | 42.                       |
| 166                               | Florian Vermeersch (BEL)       | 140.                      |
| 167                               | Tim Wellens (BEL)              | 46.                       |
| Dyrektor sportowy : Marco Marcato |                                |                           |

| XDS Astana Team XAT                                 | XDS Astana Team XAT           | XDS Astana Team XAT |
| --------------------------------------------------- | ----------------------------- | ------------------- |
| Nr                                                  | Kolarz                        | Miejsce             |
| 171                                                 | Davide Ballerini (ITA)        | 137.                |
| 172                                                 | Alberto Bettiol (ITA) (szosa) | 115.                |
| 173                                                 | Cees Bol (NED)                | 18.                 |
| 174                                                 | Michele Gazzoli (ITA)         | 105.                |
| 175                                                 | Alessandro Romele (ITA)       | 110.                |
| 176                                                 | Ide Schelling (NED)           | 129.                |
| 177                                                 | Mike Teunissen (NED)          | 19.                 |
| Dyrektor sportowy : Laurenzo Lapage, Stefano Zanini |                               |                     |

| Israel-Premier Tech IPT                           | Israel-Premier Tech IPT | Israel-Premier Tech IPT |
| ------------------------------------------------- | ----------------------- | ----------------------- |
| Nr                                                | Kolarz                  | Miejsce                 |
| 181                                               | Joseph Blackmore (GBR)  | 93.                     |
| 182                                               | Guillaume Boivin (CAN)  | DNF                     |
| 183                                               | Matis Louvel (FRA)      | 28.                     |
| 184                                               | Riley Pickrell (CAN)    | DNF                     |
| 185                                               | Riley Sheehan (USA)     | 99.                     |
| 186                                               | Jake Stewart (GBR)      | 20.                     |
| 187                                               | Tom Van Asbroeck (BEL)  | 71.                     |
| Dyrektor sportowy : Eric Van Lancker, Steve Bauer |                         |                         |

| Lotto LTD                                    | Lotto LTD                   | Lotto LTD |
| -------------------------------------------- | --------------------------- | --------- |
| Nr                                           | Kolarz                      | Miejsce   |
| 191                                          | Arnaud De Lie (BEL) (szosa) | 85.       |
| 192                                          | Lionel Taminiaux (BEL)      | 135.      |
| 193                                          | Cédric Beullens (BEL)       | 91.       |
| 194                                          | Jasper De Buyst (BEL)       | 131.      |
| 195                                          | Sébastien Grignard (BEL)    | 88.       |
| 196                                          | Arjen Livyns (BEL)          | 17.       |
| 197                                          | Brent Van Moer (BEL)        | 4.        |
| Dyrektor sportowy : Dirk Demol, Nikolas Maes |                             |           |

| Uno-X Mobility UXM                                                      | Uno-X Mobility UXM            | Uno-X Mobility UXM |
| ----------------------------------------------------------------------- | ----------------------------- | ------------------ |
| Nr                                                                      | Kolarz                        | Miejsce            |
| 201                                                                     | Jonas Abrahamsen (NOR)        | 53.                |
| 202                                                                     | Jonas Iversby Hvideberg (NOR) | 96.                |
| 203                                                                     | Søren Wærenskjold (NOR)       | 1.                 |
| 204                                                                     | Amund Grøndahl Jansen (NOR)   | 148.               |
| 205                                                                     | Erik Nordsæter Resell (NOR)   | 80.                |
| 206                                                                     | Anders Skaarseth (NOR)        | 86.                |
| 207                                                                     | Rasmus Tiller (NOR)           | 67.                |
| Dyrektor sportowy : Gino Van Oudenhove, Leonard Snoeks, Max Emil Kørner |                               |                    |

| Q36.5 Pro Cycling Team Q36                    | Q36.5 Pro Cycling Team Q36 | Q36.5 Pro Cycling Team Q36 |
| --------------------------------------------- | -------------------------- | -------------------------- |
| Nr                                            | Kolarz                     | Miejsce                    |
| 211                                           | Thomas Pidcock (GBR)       | 38.                        |
| 212                                           | Fabio Christen (SUI)       | 35.                        |
| 213                                           | Frederik Frison (BEL)      | DNF                        |
| 214                                           | Kamil Małecki (POL)        | DNF                        |
| 215                                           | Jannik Steimle (GER)       | 68.                        |
| 216                                           | Nicolò Parisini (ITA)      | DNF                        |
| 217                                           | Nickolas Zukowsky (CAN)    | 142.                       |
| Dyrektor sportowy : Piotr Wadecki, Jens Zemke |                            |                            |

| Team Flanders-Baloise TFB                          | Team Flanders-Baloise TFB | Team Flanders-Baloise TFB |
| -------------------------------------------------- | ------------------------- | ------------------------- |
| Nr                                                 | Kolarz                    | Miejsce                   |
| 221                                                | Alex Colman (BEL)         | DNF                       |
| 222                                                | Brem Deman (BEL)          | 144.                      |
| 223                                                | Siebe Deweirdt (BEL)      | 56.                       |
| 224                                                | Yentl Vandevelde (BEL)    | DNF                       |
| 225                                                | Dylan Vandenstorme (BEL)  | 112.                      |
| 226                                                | Ward Vanhoof (BEL)        | 78.                       |
| 227                                                | Victor Vercouillie (BEL)  | 58.                       |
| Dyrektor sportowy : Hans De Clercq, Andy Missotten |                           |                           |

| Tudor Pro Cycling Team TUD                        | Tudor Pro Cycling Team TUD | Tudor Pro Cycling Team TUD |
| ------------------------------------------------- | -------------------------- | -------------------------- |
| Nr                                                | Kolarz                     | Miejsce                    |
| 231                                               | Matteo Trentin (ITA)       | 12.                        |
| 232                                               | Robin Froidevaux (SUI)     | 133.                       |
| 233                                               | Marco Haller (AUT)         | 120.                       |
| 234                                               | Petr Kelemen (CZE)         | 145.                       |
| 235                                               | Fabian Lienhard (SUI)      | 117.                       |
| 236                                               | Marius Mayrhofer (GER)     | 128.                       |
| 237                                               | Rick Pluimers (NED)        | 24.                        |
| Dyrektor sportowy : Morgan Lamoisson, Bart Leysen |                            |                            |

| Unibet Tietema Rockets RKT                    | Unibet Tietema Rockets RKT | Unibet Tietema Rockets RKT |
| --------------------------------------------- | -------------------------- | -------------------------- |
| Nr                                            | Kolarz                     | Miejsce                    |
| 241                                           | Hartthijs de Vries (NED)   | 36.                        |
| 242                                           | Owen Geleijn (NED)         | 101.                       |
| 243                                           | Axel Huens (FRA)           | 72.                        |
| 244                                           | Jelle Johannink (NED)      | 84.                        |
| 245                                           | Tomáš Kopecký (CZE)        | 94.                        |
| 246                                           | Lukáš Kubiš (SVK) (szosa)  | 6.                         |
| 247                                           | Abram Stockman (BEL)       | 79.                        |
| Dyrektor sportowy : Sverre Vik, Rob Harmeling |                            |                            |

| Red Bull-Bora-Hansgrohe RBH                          | Red Bull-Bora-Hansgrohe RBH | Red Bull-Bora-Hansgrohe RBH |
| ---------------------------------------------------- | --------------------------- | --------------------------- |
| Nr                                                   | Kolarz                      | Miejsce                     |
| 1                                                    | Jan Tratnik (SLO)           | 59.                         |
| 2                                                    | Roger Adrià (ESP)           | 23.                         |
| 3                                                    | Ryan Mullen (IRL)           | DNF                         |
| 4                                                    | Oier Lazkano (ESP)          | 126.                        |
| 5                                                    | Jordi Meeus (BEL)           | DNF                         |
| 6                                                    | Mick van Dijke (NED)        | 26.                         |
| 7                                                    | Tim van Dijke (NED)         | 15.                         |
| Dyrektor sportowy : Roger Hammond, Heinrich Haussler |                             |                             |

| Team Visma \| Lease a Bike TVL                        | Team Visma \| Lease a Bike TVL | Team Visma \| Lease a Bike TVL |
| ----------------------------------------------------- | ------------------------------ | ------------------------------ |
| Nr                                                    | Kolarz                         | Miejsce                        |
| 11                                                    | Wout van Aert (BEL)            | 11.                            |
| 12                                                    | Edoardo Affini (ITA)           | 151.                           |
| 13                                                    | Tiesj Benoot (BEL)             | 44.                            |
| 14                                                    | Matthew Brennan (GBR)          | 69.                            |
| 15                                                    | Victor Campenaerts (BEL)       | 132.                           |
| 16                                                    | Per Strand Hagenes (NOR)       | 124.                           |
| 17                                                    | Matteo Jorgenson (USA)         | 52.                            |
| Dyrektor sportowy : Arthur Van Dongen, Richard Plugge |                                |                                |

| Alpecin-Deceuninck ADC                                    | Alpecin-Deceuninck ADC  | Alpecin-Deceuninck ADC |
| --------------------------------------------------------- | ----------------------- | ---------------------- |
| Nr                                                        | Kolarz                  | Miejsce                |
| 21                                                        | Jasper Philipsen (BEL)  | 3.                     |
| 22                                                        | Silvan Dillier (SUI)    | 103.                   |
| 23                                                        | Robbe Ghys (BEL)        | 134.                   |
| 24                                                        | Kaden Groves (AUS)      | 65.                    |
| 25                                                        | Xandro Meurisse (BEL)   | 63.                    |
| 26                                                        | Oscar Riesebeek (NED)   | 125.                   |
| 27                                                        | Gianni Vermeersch (BEL) | 49.                    |
| Dyrektor sportowy : Christoph Roodhooft, Frederik Willems |                         |                        |

| Intermarché-Wanty IWA                            | Intermarché-Wanty IWA           | Intermarché-Wanty IWA |
| ------------------------------------------------ | ------------------------------- | --------------------- |
| Nr                                               | Kolarz                          | Miejsce               |
| 31                                               | Arne Marit (BEL)                | 66.                   |
| 32                                               | Vito Braet (BEL)                | 34.                   |
| 33                                               | Luca Van Boven (BEL)            | 54.                   |
| 34                                               | Adrien Petit (FRA)              | DNF                   |
| 35                                               | Laurenz Rex (BEL)               | 30.                   |
| 36                                               | Jonas Rutsch (GER)              | 41.                   |
| 37                                               | Roel van Sintmaartensdijk (NED) | DNF                   |
| Dyrektor sportowy : Dimitri Claeys, Aike Visbeek |                                 |                       |

| Soudal Quick-Step SOQ                            | Soudal Quick-Step SOQ   | Soudal Quick-Step SOQ |
| ------------------------------------------------ | ----------------------- | --------------------- |
| Nr                                               | Kolarz                  | Miejsce               |
| 41                                               | Yves Lampaert (BEL)     | 51.                   |
| 42                                               | Pepijn Reinderink (NED) | 109.                  |
| 43                                               | Pascal Eenkhoorn (NED)  | 57.                   |
| 44                                               | Gil Gelders (BEL)       | 114.                  |
| 45                                               | Paul Magnier (FRA)      | 2.                    |
| 46                                               | Casper Pedersen (DEN)   | 35.                   |
| 47                                               | Dries Van Gestel (BEL)  | 64.                   |
| Dyrektor sportowy : Iljo Keisse, Geert Van Bondt |                         |                       |

| Arkéa-B&B Hotels ARK                                  | Arkéa-B&B Hotels ARK   | Arkéa-B&B Hotels ARK |
| ----------------------------------------------------- | ---------------------- | -------------------- |
| Nr                                                    | Kolarz                 | Miejsce              |
| 51                                                    | Jenthe Biermans (BEL)  | 29.                  |
| 52                                                    | Amaury Capiot (BEL)    | 21.                  |
| 53                                                    | Donavan Grondin (FRA)  | DNF                  |
| 54                                                    | Giosuè Epis (ITA)      | 97.                  |
| 55                                                    | Miles Scotson (AUS)    | 143.                 |
| 56                                                    | Florian Sénéchal (FRA) | 108.                 |
| 57                                                    | Pierre Thierry (FRA)   | 83.                  |
| Dyrektor sportowy : Sébastien Hinault, Mickael Leveau |                        |                      |

| Bahrain Victorious TBV                                                 | Bahrain Victorious TBV | Bahrain Victorious TBV |
| ---------------------------------------------------------------------- | ---------------------- | ---------------------- |
| Nr                                                                     | Kolarz                 | Miejsce                |
| 61                                                                     | Matej Mohorič (SLO)    | 150.                   |
| 62                                                                     | Roman Ermakov (RUS)    | 87.                    |
| 63                                                                     | Matevž Govekar (SLO)   | 152.                   |
| 64                                                                     | Kamil Gradek (POL)     | 113.                   |
| 65                                                                     | Andrea Pasqualon (ITA) | 74.                    |
| 66                                                                     | Robert Stannard (AUS)  | 102.                   |
| 67                                                                     | Fred Wright (GBR)      | 39.                    |
| Dyrektor sportowy : Aart Vierhouten, Michał Gołaś, Vladimir Miholjević |                        |                        |

| Cofidis COF                          | Cofidis COF          | Cofidis COF |
| ------------------------------------ | -------------------- | ----------- |
| Nr                                   | Kolarz               | Miejsce     |
| 71                                   | Dylan Teuns (BEL)    | 45.         |
| 72                                   | Piet Allegaert (BEL) | 7.          |
| 73                                   | Bryan Coquard (FRA)  | 136.        |
| 74                                   | Aimé De Gendt (BEL)  | 127.        |
| 75                                   | Alexis Renard (FRA)  | 14.         |
| 76                                   | Ludovic Robeet (BEL) | 149.        |
| 77                                   | Nolann Mahoudo (FRA) | 139.        |
| Dyrektor sportowy : Thierry Marichal |                      |             |

| Decathlon-AG2R La Mondiale DAT               | Decathlon-AG2R La Mondiale DAT | Decathlon-AG2R La Mondiale DAT |
| -------------------------------------------- | ------------------------------ | ------------------------------ |
| Nr                                           | Kolarz                         | Miejsce                        |
| 81                                           | Oliver Naesen (BEL)            | 22.                            |
| 82                                           | Stefan Bissegger (SUI)         | 25.                            |
| 83                                           | Dries De Bondt (BEL)           | 77.                            |
| 84                                           | Rasmus Søjberg Pedersen (DEN)  | 13.                            |
| 85                                           | Stan Dewulf (BEL)              | 33.                            |
| 86                                           | Tord Gudmestad (NOR)           | 123.                           |
| 87                                           | Gianluca Pollefliet (BEL)      | 146.                           |
| Dyrektor sportowy : Julien Jurdie, Luke Rowe |                                |                                |

| EF Education-EasyPost EFE                        | EF Education-EasyPost EFE   | EF Education-EasyPost EFE |
| ------------------------------------------------ | --------------------------- | ------------------------- |
| Nr                                               | Kolarz                      | Miejsce                   |
| 91                                               | Kasper Asgreen (DEN)        | 40.                       |
| 92                                               | Vincenzo Albanese (ITA)     | 8.                        |
| 93                                               | Owain Doull (GBR)           | 92.                       |
| 94                                               | Mikkel Frølich Honoré (DEN) | 62.                       |
| 95                                               | Madis Mihkels (EST)         | DNF                       |
| 96                                               | Marijn van den Berg (NED)   | 9.                        |
| 97                                               | Michael Valgren (DEN)       | 130.                      |
| Dyrektor sportowy : Ken Vanmarcke, Andreas Klier |                             |                           |

| Groupama-FDJ GFC                                  | Groupama-FDJ GFC            | Groupama-FDJ GFC |
| ------------------------------------------------- | --------------------------- | ---------------- |
| Nr                                                | Kolarz                      | Miejsce          |
| 101                                               | Stefan Küng (SUI)           | 32.              |
| 102                                               | Lewis Askey (GBR)           | 10.              |
| 103                                               | Sven Erik Bystrøm (NOR)     | 75.              |
| 104                                               | Kevin Geniets (LUX) (szosa) | 37.              |
| 105                                               | Johan Jacobs (SUI)          | 141.             |
| 106                                               | Olivier Le Gac (FRA)        | 107.             |
| 107                                               | Clément Russo (FRA)         | 104.             |
| Dyrektor sportowy : Frédéric Guesdon, Marc Madiot |                             |                  |

| Ineos Grenadiers IGD                              | Ineos Grenadiers IGD | Ineos Grenadiers IGD |
| ------------------------------------------------- | -------------------- | -------------------- |
| Nr                                                | Kolarz               | Miejsce              |
| 111                                               | Bob Jungels (LUX)    | 119.                 |
| 112                                               | Kim Heiduk (GER)     | 116.                 |
| 113                                               | Artem Shmidt (USA)   | 98.                  |
| 114                                               | Connor Swift (GBR)   | 118.                 |
| 115                                               | Joshua Tarling (GBR) | 47.                  |
| 116                                               | Ben Turner (GBR)     | 121.                 |
| 117                                               | Samuel Watson (GBR)  | 5.                   |
| Dyrektor sportowy : Ian Stannard, Christian Knees |                      |                      |

| Lidl-Trek LTK                                   | Lidl-Trek LTK             | Lidl-Trek LTK |
| ----------------------------------------------- | ------------------------- | ------------- |
| Nr                                              | Kolarz                    | Miejsce       |
| 121                                             | Jasper Stuyven (BEL)      | 48.           |
| 122                                             | Tim Declercq (BEL)        | 95.           |
| 123                                             | Daan Hoole (NED)          | 106.          |
| 124                                             | Edward Theuns (BEL)       | 122.          |
| 125                                             | Toms Skujiņš (LAT)        | 31.           |
| 126                                             | Mathias Vacek (CZE)       | 16.           |
| 127                                             | Tim Torn Teutenberg (GER) | 147.          |
| Dyrektor sportowy : Michael Schär, Grégory Rast |                           |               |

| Movistar Team MOV                    | Movistar Team MOV         | Movistar Team MOV |
| ------------------------------------ | ------------------------- | ----------------- |
| Nr                                   | Kolarz                    | Miejsce           |
| 131                                  | Iván García Cortina (ESP) | 81.               |
| 132                                  | Orluis Aular (VEN)        | 111.              |
| 133                                  | Jon Barrenetxea (ESP)     | 82.               |
| 134                                  | Davide Cimolai (ITA)      | DNF               |
| 135                                  | Lorenzo Milesi (ITA)      | DNF               |
| 136                                  | Manlio Moro (ITA)         | 155.              |
| 137                                  | Mathias Norsgaard (DEN)   | 138.              |
| Dyrektor sportowy : Jürgen Roelandts |                           |                   |

| Team Jayco AlUla JAY                               | Team Jayco AlUla JAY   | Team Jayco AlUla JAY |
| -------------------------------------------------- | ---------------------- | -------------------- |
| Nr                                                 | Kolarz                 | Miejsce              |
| 141                                                | Robert Donaldson (GBR) | 89.                  |
| 142                                                | Anders Foldager (DEN)  | 90.                  |
| 143                                                | Jelte Krijnsen (NED)   | 73.                  |
| 144                                                | Kelland O’Brien (AUS)  | 80.                  |
| 145                                                | Elmar Reinders (NED)   | 27.                  |
| 146                                                | Campbell Stewart (NZL) | 153.                 |
| 147                                                | Jasha Sütterlin (GER)  | 154.                 |
| Dyrektor sportowy : Mathew Hayman, Tristan Hoffman |                        |                      |

| Team Picnic-PostNL TPP                        | Team Picnic-PostNL TPP    | Team Picnic-PostNL TPP |
| --------------------------------------------- | ------------------------- | ---------------------- |
| Nr                                            | Kolarz                    | Miejsce                |
| 151                                           | John Degenkolb (GER)      | 104.                   |
| 152                                           | Alexander Edmondson (AUS) | DNS                    |
| 153                                           | Sean Flynn (GBR)          | 76.                    |
| 154                                           | Enzo Leijnse (NED)        | 61.                    |
| 155                                           | Tim Naberman (NED)        | DNF                    |
| 156                                           | Patrick Eddy (AUS)        | DNF                    |
| 157                                           | Julius van den Berg (NED) | 60.                    |
| Dyrektor sportowy : Pim Ligthart, Rudie Kemna |                           |                        |

| UAE Team Emirates XRG UAD         | UAE Team Emirates XRG UAD      | UAE Team Emirates XRG UAD |
| --------------------------------- | ------------------------------ | ------------------------- |
| Nr                                | Kolarz                         | Miejsce                   |
| 161                               | Nils Politt (GER)              | 50.                       |
| 162                               | Mikkel Bjerg (DEN)             | 70.                       |
| 163                               | Rune Herregodts (BEL)          | 100.                      |
| 164                               | Jhonatan Narváez (ECU) (szosa) | 43.                       |
| 165                               | António Morgado (POR)          | 42.                       |
| 166                               | Florian Vermeersch (BEL)       | 140.                      |
| 167                               | Tim Wellens (BEL)              | 46.                       |
| Dyrektor sportowy : Marco Marcato |                                |                           |

| XDS Astana Team XAT                                 | XDS Astana Team XAT           | XDS Astana Team XAT |
| --------------------------------------------------- | ----------------------------- | ------------------- |
| Nr                                                  | Kolarz                        | Miejsce             |
| 171                                                 | Davide Ballerini (ITA)        | 137.                |
| 172                                                 | Alberto Bettiol (ITA) (szosa) | 115.                |
| 173                                                 | Cees Bol (NED)                | 18.                 |
| 174                                                 | Michele Gazzoli (ITA)         | 105.                |
| 175                                                 | Alessandro Romele (ITA)       | 110.                |
| 176                                                 | Ide Schelling (NED)           | 129.                |
| 177                                                 | Mike Teunissen (NED)          | 19.                 |
| Dyrektor sportowy : Laurenzo Lapage, Stefano Zanini |                               |                     |

| Israel-Premier Tech IPT                           | Israel-Premier Tech IPT | Israel-Premier Tech IPT |
| ------------------------------------------------- | ----------------------- | ----------------------- |
| Nr                                                | Kolarz                  | Miejsce                 |
| 181                                               | Joseph Blackmore (GBR)  | 93.                     |
| 182                                               | Guillaume Boivin (CAN)  | DNF                     |
| 183                                               | Matis Louvel (FRA)      | 28.                     |
| 184                                               | Riley Pickrell (CAN)    | DNF                     |
| 185                                               | Riley Sheehan (USA)     | 99.                     |
| 186                                               | Jake Stewart (GBR)      | 20.                     |
| 187                                               | Tom Van Asbroeck (BEL)  | 71.                     |
| Dyrektor sportowy : Eric Van Lancker, Steve Bauer |                         |                         |

| Lotto LTD                                    | Lotto LTD                   | Lotto LTD |
| -------------------------------------------- | --------------------------- | --------- |
| Nr                                           | Kolarz                      | Miejsce   |
| 191                                          | Arnaud De Lie (BEL) (szosa) | 85.       |
| 192                                          | Lionel Taminiaux (BEL)      | 135.      |
| 193                                          | Cédric Beullens (BEL)       | 91.       |
| 194                                          | Jasper De Buyst (BEL)       | 131.      |
| 195                                          | Sébastien Grignard (BEL)    | 88.       |
| 196                                          | Arjen Livyns (BEL)          | 17.       |
| 197                                          | Brent Van Moer (BEL)        | 4.        |
| Dyrektor sportowy : Dirk Demol, Nikolas Maes |                             |           |

| Uno-X Mobility UXM                                                      | Uno-X Mobility UXM            | Uno-X Mobility UXM |
| ----------------------------------------------------------------------- | ----------------------------- | ------------------ |
| Nr                                                                      | Kolarz                        | Miejsce            |
| 201                                                                     | Jonas Abrahamsen (NOR)        | 53.                |
| 202                                                                     | Jonas Iversby Hvideberg (NOR) | 96.                |
| 203                                                                     | Søren Wærenskjold (NOR)       | 1.                 |
| 204                                                                     | Amund Grøndahl Jansen (NOR)   | 148.               |
| 205                                                                     | Erik Nordsæter Resell (NOR)   | 80.                |
| 206                                                                     | Anders Skaarseth (NOR)        | 86.                |
| 207                                                                     | Rasmus Tiller (NOR)           | 67.                |
| Dyrektor sportowy : Gino Van Oudenhove, Leonard Snoeks, Max Emil Kørner |                               |                    |

| Q36.5 Pro Cycling Team Q36                    | Q36.5 Pro Cycling Team Q36 | Q36.5 Pro Cycling Team Q36 |
| --------------------------------------------- | -------------------------- | -------------------------- |
| Nr                                            | Kolarz                     | Miejsce                    |
| 211                                           | Thomas Pidcock (GBR)       | 38.                        |
| 212                                           | Fabio Christen (SUI)       | 35.                        |
| 213                                           | Frederik Frison (BEL)      | DNF                        |
| 214                                           | Kamil Małecki (POL)        | DNF                        |
| 215                                           | Jannik Steimle (GER)       | 68.                        |
| 216                                           | Nicolò Parisini (ITA)      | DNF                        |
| 217                                           | Nickolas Zukowsky (CAN)    | 142.                       |
| Dyrektor sportowy : Piotr Wadecki, Jens Zemke |                            |                            |

| Team Flanders-Baloise TFB                          | Team Flanders-Baloise TFB | Team Flanders-Baloise TFB |
| -------------------------------------------------- | ------------------------- | ------------------------- |
| Nr                                                 | Kolarz                    | Miejsce                   |
| 221                                                | Alex Colman (BEL)         | DNF                       |
| 222                                                | Brem Deman (BEL)          | 144.                      |
| 223                                                | Siebe Deweirdt (BEL)      | 56.                       |
| 224                                                | Yentl Vandevelde (BEL)    | DNF                       |
| 225                                                | Dylan Vandenstorme (BEL)  | 112.                      |
| 226                                                | Ward Vanhoof (BEL)        | 78.                       |
| 227                                                | Victor Vercouillie (BEL)  | 58.                       |
| Dyrektor sportowy : Hans De Clercq, Andy Missotten |                           |                           |

| Tudor Pro Cycling Team TUD                        | Tudor Pro Cycling Team TUD | Tudor Pro Cycling Team TUD |
| ------------------------------------------------- | -------------------------- | -------------------------- |
| Nr                                                | Kolarz                     | Miejsce                    |
| 231                                               | Matteo Trentin (ITA)       | 12.                        |
| 232                                               | Robin Froidevaux (SUI)     | 133.                       |
| 233                                               | Marco Haller (AUT)         | 120.                       |
| 234                                               | Petr Kelemen (CZE)         | 145.                       |
| 235                                               | Fabian Lienhard (SUI)      | 117.                       |
| 236                                               | Marius Mayrhofer (GER)     | 128.                       |
| 237                                               | Rick Pluimers (NED)        | 24.                        |
| Dyrektor sportowy : Morgan Lamoisson, Bart Leysen |                            |                            |

| Unibet Tietema Rockets RKT                    | Unibet Tietema Rockets RKT | Unibet Tietema Rockets RKT |
| --------------------------------------------- | -------------------------- | -------------------------- |
| Nr                                            | Kolarz                     | Miejsce                    |
| 241                                           | Hartthijs de Vries (NED)   | 36.                        |
| 242                                           | Owen Geleijn (NED)         | 101.                       |
| 243                                           | Axel Huens (FRA)           | 72.                        |
| 244                                           | Jelle Johannink (NED)      | 84.                        |
| 245                                           | Tomáš Kopecký (CZE)        | 94.                        |
| 246                                           | Lukáš Kubiš (SVK) (szosa)  | 6.                         |
| 247                                           | Abram Stockman (BEL)       | 79.                        |
| Dyrektor sportowy : Sverre Vik, Rob Harmeling |                            |                            |

Legenda: DNF – nie ukończył, OTL – przekroczył limit czasu, DNS – nie wystartował, DSQ – zdyskwalifikowany.

## Klasyfikacja generalna
| \| Klasyfikacja generalna \| Klasyfikacja generalna \| Klasyfikacja generalna \| Klasyfikacja generalna \| Klasyfikacja generalna \| \| Kolarz \| Kolarz \| Państwo \| Drużyna \| Czas \| \| ---------------------- \| ---------------------- \| ---------------------- \| ---------------------- \| ---------------------- \| \| 1. \| Søren Wærenskjold \| Norwegia \| Uno-X Mobility \| 4h 37' 53" \| \| 2. \| Paul Magnier \| Francja \| Soudal Quick-Step \| + 0" \| \| 3. \| Jasper Philipsen \| Belgia \| Alpecin-Deceuninck \| + 0" \| \| 4. \| Brent Van Moer \| Belgia \| Lotto \| + 0" \| \| 5. \| Samuel Watson \| Wielka Brytania \| Ineos Grenadiers \| + 0" \| \| 6. \| Lukáš Kubiš \| Słowacja \| Unibet Tietema Rockets \| + 0" \| \| 7. \| Piet Allegaert \| Belgia \| Cofidis \| + 0" \| \| 8. \| Vincenzo Albanese \| Włochy \| EF Education-EasyPost \| + 0" \| \| 9. \| Marijn van den Berg \| Holandia \| EF Education-EasyPost \| + 0" \| \| 10. \| Lewis Askey \| Wielka Brytania \| Groupama-FDJ \| + 0" \| |                     |                 |                        |            |
| |                     |                 |                        |            |
| Źródło: ProCyclingStats |                     |                 |                        |            |
| Klasyfikacja generalna |                     |                 |                        |            |
| Kolarz | Kolarz              | Państwo         | Drużyna                | Czas       |
| 1. | Søren Wærenskjold   | Norwegia        | Uno-X Mobility         | 4h 37' 53" |
| 2. | Paul Magnier        | Francja         | Soudal Quick-Step      | + 0"       |
| 3. | Jasper Philipsen    | Belgia          | Alpecin-Deceuninck     | + 0"       |
| 4. | Brent Van Moer      | Belgia          | Lotto                  | + 0"       |
| 5. | Samuel Watson       | Wielka Brytania | Ineos Grenadiers       | + 0"       |
| 6. | Lukáš Kubiš         | Słowacja        | Unibet Tietema Rockets | + 0"       |
| 7. | Piet Allegaert      | Belgia          | Cofidis                | + 0"       |
| 8. | Vincenzo Albanese   | Włochy          | EF Education-EasyPost  | + 0"       |
| 9. | Marijn van den Berg | Holandia        | EF Education-EasyPost  | + 0"       |
| 10. | Lewis Askey         | Wielka Brytania | Groupama-FDJ           | + 0"       |